# 西八田村
西八田村（にしやたむら）は、京都府何鹿郡にあった村。現在の綾部市の東部、国道27号の沿線、舞鶴線・淵垣駅の周辺にあたる。

## 地理
- 山岳：高城山

## 歴史
- 1889年（明治22年）4月1日 - 町村制の施行により、淵垣村・下八田村・岡安村・七百石村・上八田村・中筋村の区域をもって発足。
- 1950年（昭和25年）8月1日 - 綾部町・中筋村・吉美村・山家村・東八田村・口上林村と合併して綾部市が発足。同日西八田村廃止。

## 交通

### 鉄道路線
村域に日本国有鉄道の舞鶴線が通過したが、駅は所在しなかった。現在は淵垣駅が所在するが、当時は未開業。

### 道路
現在は旧村域に丹波綾部道路・綾部宮津道路・舞鶴若狭自動車道の綾部ジャンクションが所在するが、当時は未開通。